# Ligia Chiappini Moraes Leite
Ligia Chiappini Moraes Leite (Rivera, 30 de julho de 1945) é letrista, crítica literária e professora universitária uruguaia naturalizada brasileira. É conhecida por seus trabalhos sobre teoria da literatura, literatura brasileira, literatura comparada e ensino de literatura. Foi professora da Universidade de São Paulo entre 1972 a 1997 e, desde 1997, ocupa a cadeira de Literatura Brasileira na Universidade Livre de Berlim. Foi uma das fundadoras da revista Linha D'Água.